# 1991 pr. n. št.

## Smrti
- Mentuhotep IV., faraon iz Enajste egipčanske dinastije (* ni znano)